# Медаль «За оборону Севастополя»
Меда́ль «За оборо́ну Севасто́поля» — медаль, державна нагорода СРСР. Введена указом Президії Верховної Ради СРСР 22 грудня 1942 року. Автор медалі — художник Москалев.

## Опис
Медаль «За оборону Севастополя» має форму правильного круга діаметром 32 мм, виготовлена з латуні.
На лицьовому боці зображено погруддя червоноармійця та червонофлотця. З-під зображення виступають кінці двох гарматних стволів та якоря. По краю — напис «За оборону Севастополя», розділений п'ятикутною зіркою.
На зворотному боці — напис «За нашу Советскую Родину», серп і молот. Усі написи та зображення на медалі — випуклі.
Медаль за допомогою вушка і кільця з'єднується з п'ятикутною колодочкою, обтягнутою шовковою муаровою стрічкою оливкового кольору шириною 24 мм. По центру стрічки — подовжня смужка синього кольору шириною 2 мм.

## Нагородження медаллю
Медаллю «За оборону Севастополя» нагороджувалися військовослужбовці Червоної Армії, Військово-морського флоту та військ НКВС, а також цивільні особи, які брали безпосередню участь в обороні Севастополя, яка тривала 250 днів з 30 жовтня 1941 по 4 липня 1942 року.
Медаль носиться на лівій стороні грудей, за наявності у нагородженого інших медалей СРСР розташовується після медалі «За оборону Одеси».
Станом на 1 січня 1995 року медаллю «За оборону Севастополя» було проведено приблизно 52 540 нагороджень.